# 沖縄県立那覇高等学校
沖縄県立那覇高等学校（おきなわけんりつ なはこうとうがっこう、英: Okinawa Prefectural Naha High School）は、沖縄県那覇市松尾一丁目にある県立高等学校。

## 概要
歴史
1910年（明治43年）に開校した「沖縄県立中学校（現・沖縄県立首里高等学校）分校」を前身とする。2020年（令和2年）に創立110周年を迎えた。
設置課程・学科
全日制課程 普通科
校訓
和衷協同・積極進取
校章
校名の「那」の文字の隷書体と、2枚の葉（ハ）の絵を組み合わせ、中央に「高」の文字（旧字体）を置き、那覇高を表している。
校歌
5番まであり、4番に校名の「那覇高校」が登場する。作詞は真栄田義見。
制服
男女いずれも以下の2タイプから選び、理由なし・申請なしで着用できる「制服自由選択制」を採用（夏はスカートタイプ、冬はズボンタイプなど、季節や気分でタイプを変えることも可）
- スカートタイプ

夏：水色のスカートに、水色の襟の半袖。
冬：黒色のスカートに、茶色のラインの入った黒い長袖。
- ズボンタイプ

夏：黒色のロングズボンに、無地半袖のワイシャツ。
冬：基本は夏服と同じ。上から学ランを着用。
同窓会
「城岳同窓会」と称している。

## 学校の取り組み

### 制服自由選択制

#### 制度導入の経緯と概要
2020年1月、性の多様性（LGBT）に配慮した制度として、「制服自由選択制」をスタート。

「制服自由選択制」は、学校側が指定した2つのタイプの制服（ズボンタイプ・スカートタイプ）から生徒自身が性別に囚われることなく、自由に選べるという制度。
これまでも、女生徒がズボンで通うなども可能であったが、学校側への事前申請が必要であったため、生徒へは高い壁となっていた。
この制度が施行されたことで、「学校側への事前申請不要」で生徒自身が自分に合った制服を着用できる。
現在は、季節や気分でタイプを変えることも可能。
しかし、学校側が指定した組み合わせのみ着用可能で、上下で別のタイプの制服を着るなど、それ以外の組み合わせは着崩しと見なされ、生徒指導の対象となる（例：上はズボンタイプのシャツ、下はスカートなど）。

#### この制度の課題
制度施行後、制度利用者は増えたものの、利用者からは、「周りの目が気になる。」などの声が聞こえる。

一人ひとりの意識の改めこそがこの制度の根本的な問題だという意見もある。

また、以前より「制服をブレザーにしないか？」という声が利用者や多くの生徒、有識者から挙げられている。

現在の制服は、いずれのタイプもデザインが互いに大きく異るため、目立ってしまい、この制度を利用できない人も多い。

それに対し、ブレザーはデザイン自体はいずれのタイプで共通なため、多様な組み合わせが可能である。

制服の変更が難しい背景として、「戦前から110年続く伝統校」(年数は当記事編集時、2020年現在)ということがある。

過去の伝統を継承しつつ、現代の問題を解決していくことが期待されている。

なお、この問題を題材にした、同校 放送部 制作の「制服選択制」という作品があり、県内の大会で最優秀賞を受賞している。

同作品は、校内における人権教育の教材として使われることがある。

## 沿革

### 旧制中学校
- 1910年（明治43年）4月1日 - 「沖縄県立中学校分校」として創立。
- 1911年（明治44年）4月1日 - 「沖縄県立第二中学校」として独立。
- 1916年(大正6年)北谷村嘉手納（現：嘉手納町）に沖縄県立農学校（1923年（大正13年）沖縄県立農林学校に改称）との併設として移転となる。
- 1916年(大正6年)所謂「沖縄県立第二中学ストライキ事件」決行。
- 1919年（大正8年）4月1日 - 沖縄県立第二中ストライキの結果、那覇市楚辺原（現在地）に移転。
- 1945年（昭和20年）
  - 3月26日 - 沖縄戦勃発。二中生も鉄血勤皇隊に参加し多数の生徒が戦死。御魂は校舎を見下ろす「城岳公園」に奉られている。
  - 6月23日 - 沖縄戦終結。沖縄は米軍占領下に置かれ、事実上の廃校となる。

### 新制高等学校
- 1947年（昭和22年）
  - 9月30日 - 首里高等学校那覇分校の設置が認可される。
  - 10月1日 - 旧天妃国民小学校跡地を仮校舎に「首里高等学校那覇分校」が復興。定員は1年～4年までの581名。
  - 10月11日 - 開校式典を挙行し、この日を創立記念日とする。
- 1948年（昭和23年）2月27日 - 「那覇高等学校」として独立。
- 1949年（昭和24年）
  - 4月1日 - 学制改革（6・3・3制実施）により、新制高等学校として発足。1年生の募集を停止し、2・3・4年生をそれぞれ新制高校の1・2・3年とする。
  - 9月3日 - 旧沖縄県立第二中学校敷地（現在地）に移転。
- 1952年（昭和27年）10月1日 - 定時制課程を設置。
- 1953年（昭和28年）9月5日 - 旧沖縄県立第二中学校同窓会と合併し、「城岳会」となる。
- 1960年（昭和35年）
  - 3月 - 第32回選抜高等学校野球大会（春の甲子園）出場。
  - 4月1日 - 那覇連合教育委員会立那覇高等学校から「琉球政府立那覇高等学校」に改称。
- 1966年（昭和41年）4月1日 - 衛生看護科を設置。
- 1972年（昭和47年）5月15日 - 沖縄県の日本復帰に伴い、「沖縄県立那覇高等学校」（現校名）と改称。
- 1973年（昭和48年）2月10日 - 総合体育館が完成。
- 1980年（昭和55年）3月31日 - 定時制課程を廃止。
- 1996年（平成8年）3月31日 - 家政科を廃止。
- 2000年（平成12年）8月 - 第82回全国高等学校野球選手権大会（夏の甲子園）に出場（池村英樹監督）。左投げの捕手および三塁手や、複数いた変則フォームの打者が話題となる。
- 2004年（平成16年）3月31日 - 衛生看護科を廃止。
- 2007年（平成19年）12月 - 第86回全国高等学校サッカー選手権大会に出場。全国ベスト16。
- 2020年（令和2年）1月 - ”制服自由選択制”を採用。LGBT(Q)に配慮した学校づくりが始まる。

## 著名な卒業生
戦争により二中も無くなり、昭和17年～昭和19年入学者に卒業者はなし。

### 政官界
- 比嘉秀平(T8卒) - 琉球政府行政主席
- 稲嶺一郎(T13卒) - 参議院議員 ※S27卒の稲嶺恵一は息子
- 瀬長亀次郎(T15卒) - 衆議院議員、那覇市長
- 伊江朝雄(S14卒) - 参議院議員（沖縄県出身者初の国務大臣）、伊江御殿
- 西銘順治(S15卒) - 沖縄県知事、衆議院議員、那覇市長 ※S43卒の西銘順志郎、S48卒の西銘恒三郎は息子（長男と三男）
- 小渡三郎(S19卒) - 衆議院議員
- 大浜方栄(S20卒) - 参議院議員
- 仲村正治(S24卒) - 衆議院議員
- 稲嶺恵一(S27卒) - 元沖縄県知事 ※T13卒の稲嶺一郎は父
- 仲井眞弘多(S32卒) - 元沖縄県知事 ※S2卒の仲井眞元楷は父
- 東門美津子(S36卒) - 衆議院議員、前沖縄市長
- 赤嶺政賢(S41卒) - 衆議院議員
- 西銘順志郎(S43卒) - 参議院議員 ※S15卒の西銘順治 は父
- 翁長雄志(S45卒) - 沖縄県知事、元那覇市長
- 屋良朝助(S45卒) - かりゆしクラブ党首
- 高良鉄美(S47卒) - 参議院議員、琉球大学名誉教授
- 西銘恒三郎(S48卒) - 衆議院議員、復興大臣、内閣府特命担当大臣（沖縄及び北方対策担当） ※S15卒の西銘順治は父

### 軍人
- 伊舎堂用久 - 陸軍中佐

### 財界
- 石嶺伝一郎(S42卒) - 沖縄電力社長、那覇商工会議所会頭、沖縄県経済団体会議議長、沖縄県商工会議所連合会会長
- 譜久山當則(S43卒) - 沖縄振興開発金融公庫理事長
- 大嶺満(S49卒) - 沖縄電力社長、九州経済連合会副会長、沖縄経済同友会代表幹事、沖縄県生産性本部会長
- 義元大蔵(H5卒) - 株式会社ディーズプランニング代表取締役。「やっぱりステーキ」「そばよし」「やっぱり らぶ唐」創設者

### 学界
- 安仁屋政昭(S28卒) - 学者、 沖縄国際大学名誉教授
- 池宮正治(S34卒) - 学者、 琉球大学名誉教授 文学博士
- 来間泰男(S35卒) - 学者、 沖縄国際大学経済学部教授
- 勝方恵子(日大二高に編入学) - 学者、早稲田大学国際教養学部教授
- 屋嘉宗彦(S40卒) - 経済学者 、法政大学沖縄文化研究所所長
- 南風原朝和(S47卒) - 東京大学大学院教育学研究科教授
- 我部政明(S48卒) - 政治学者、琉球大学法文学部教授 総合社会システム学科
- 松島泰勝(S57卒) - 経済学者 、龍谷大学経済学部教授、琉球民族独立総合研究学会共同代表

### 報道
- 池宮城秀意(T13卒) - 『琉球新報』社長
- 多喜ひろみ(S48卒) - エフエム沖縄アナウンサー
- 阿佐慶涼子(S59卒) - 沖縄テレビ放送アナウンサー
- 平良いずみ(H7卒) - 沖縄テレビ放送アナウンサー
- 仲田紀久子(H21卒) - 琉球放送アナウンサー
- 大城良太(H20卒) - 沖縄テレビ放送アナウンサー

### 作家
- 大城立裕(S18卒) - 作家
- 伊佐千尋(S17入学) - 作家

### 運動
- 池村英樹(H1卒) - 野球部監督
- 長濱陸(H21卒) - プロボクサー
- 宜保優(H30卒) - プロ野球選手

### 芸能・芸術
- 小那覇舞天(T4卒) - 芸人、歯科医師
- 山田実(S10卒) - 写真家
- 上原正三(S　卒) - 脚本家
- 喜屋武靖(S57卒) - 映画監督 脚本家
- 小早川愛(H1卒) - ハーブ料理研究家
- 比屋定篤子(H2卒) - 歌手
- 長浜之人(H８卒) - キャン×キャン お笑い芸人
- 尚玄(H9卒) - ファッションモデル、俳優
- 山田一成（H9卒）-　紙芝居師ヤムちゃん　紙芝居師
- 玉城俊幸(H10卒) - キャン×キャン お笑い芸人
- 金城大河(H23卒) - キンピラゴボウ （FECオフィス）
- 富川盛光(H23卒) - キンピラゴボウ （FECオフィス）
- 筒井圭児(H27卒) - ミュージカル俳優
- 山城皆人 - クーターシンカ お笑い芸人（FECオフィス）

## その他
沖縄県立第二中学校時代
- かつて県立第二中学校を略して「二中」と呼んでいたことから、当高校正門側（南側）に「二中前」という地名が存在した。
- 志喜屋孝信（後の沖縄諮詢会委員長・沖縄民政府知事）が校長（大正13年＝1924年～昭和11年＝1936年）を務めた。
- 比嘉秀平（後の琉球政府行政主席）が教鞭をとっていた。
- 許田重発（空手家）が空手部初代師範をつとめた。

沖縄県立那覇高等学校
- 歴代校長に、真栄田義見がいる。
- 教員として、島田寛平（画家）が勤務していた（昭和22年＝1947年）～昭和39年＝1964年）。1948年（昭和23年）那覇高校絵画同好会「新緑会」を結成。那覇高校の校章は島田寛平のデザイン。
- 教員として、佐久本嗣男（空手家）が勤務していた。
- 教員として、嘉手納宗徳（学者）が勤務していた。